# Place Vendôme
La piazza Vendôme /vɑ̃ˈdom/ (in francese: place Vendôme) è una famosa piazza di Parigi.

## Descrizione
Ha un aspetto regolare per l'uniformità simmetrica degli edifici che vi si affacciano. Fu fatta costruire da Luigi XIV con un decreto firmato nel 1686, per accogliervi la Biblioteca Reale, le Accademie e una sua statua equestre, analogamente a quanto aveva fatto Enrico IV a Place Dauphine. 

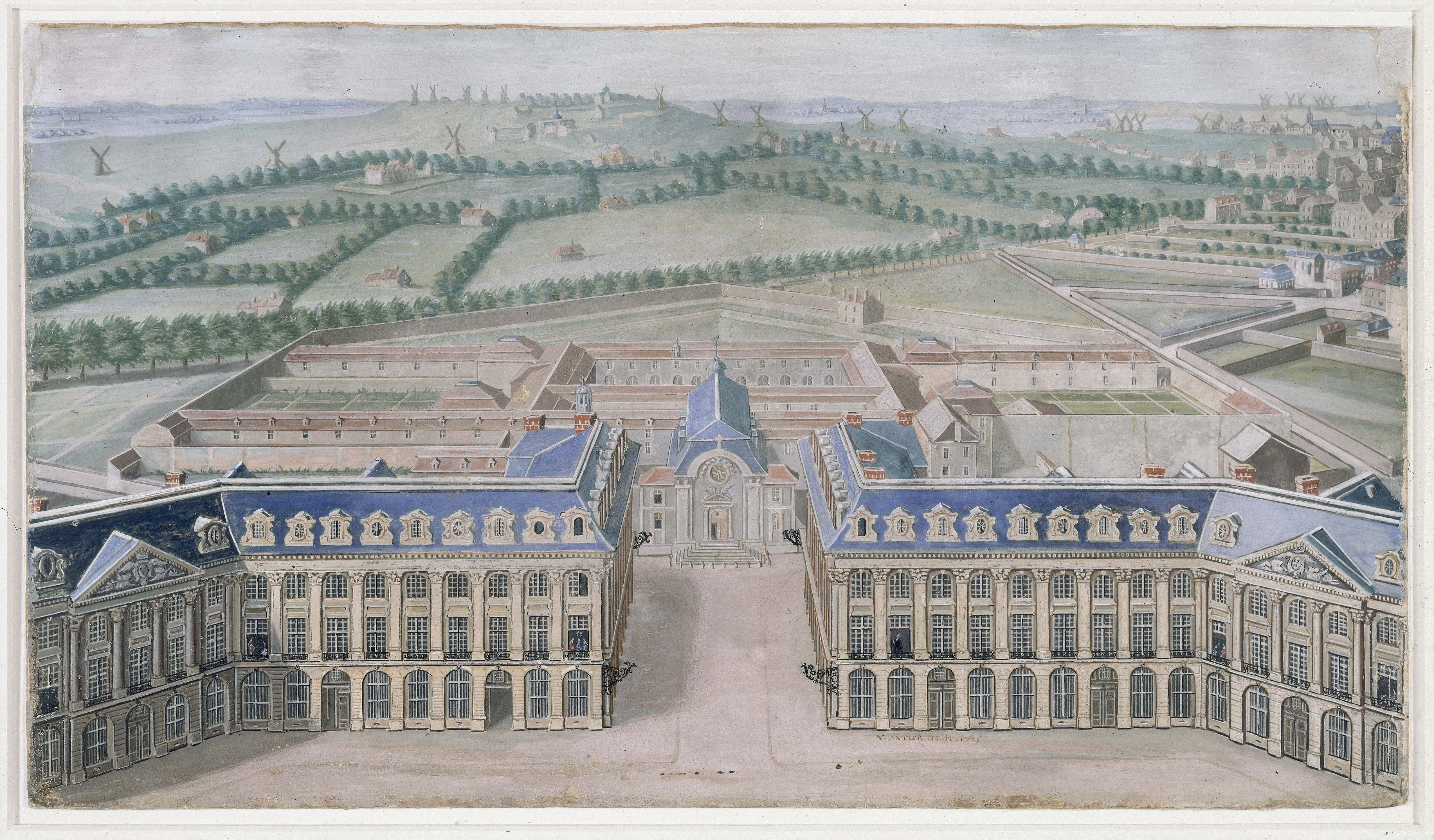
La piazza nel 1705.

Il progetto, con la tipica forma ottagonale, i palazzi caratterizzati da arcate piene al pian terreno, le finestre alternate a lesene nei due ordini superiori, i colonnati corinzi e i frontoni triangolari sugli anticorpi, si deve a Jules Hardouin-Mansart, l'architetto da cui deriva il termine mansarda.

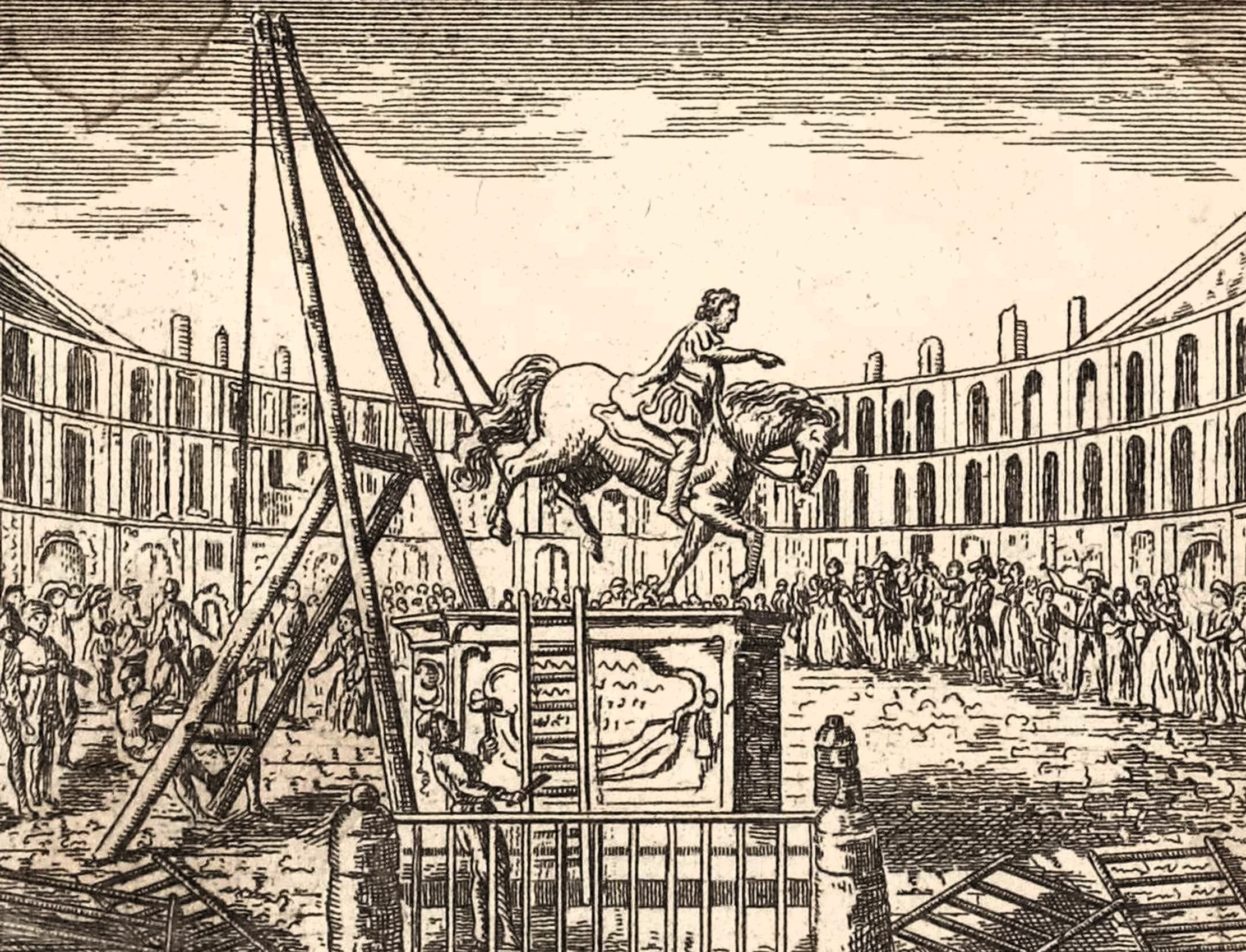
Distruzione da parte dei rivoluzionari della statua equestre di Luigi XIV il 10 agosto 1792.

La statua equestre di Luigi XIV fu abbattuta e fusa durante la Rivoluzione francese (solo un piede si conservò ed oggi si trova al Museo Carnavalet), mentre la piazza fu rinominata Piazza delle Picche.
A partire dal Secondo Impero, la piazza si trasformò in un luogo di richiamo per i più importanti gioiellieri parigini, che ancora oggi hanno le proprie vetrine in questo luogo. Al № 13 si trova il Ministero della giustizia francese: sulla facciata dell'edificio un curioso metro scolpito divenne l'unità di misura nazionale durante il periodo della Rivoluzione.
Al № 15 si trova l'Hotel Ritz, inaugurato nel 1898, dove sono ospitate numerose personalità in visita a Parigi: qui Marcel Proust organizzò un grand diner; qui, Coco Chanel visse in una suite, dal 1931 fino alla morte (la geometria della sua forma ottagonale ispirò il profilo della bottiglia e del tappo del profumo Chanel nº 5). E qui, la principessa Diana trascorse le sue ultime ore prima del mortale incidente nel sottopasso del Pont de l'Alma.
Al № 12 della piazza abitò Fryderyk Chopin.
| | \| - N°1 : Hôtel Batailhe de Francès - N°3 : Hôtel de Coëtlogon - N°5 : Hôtel d'Orsigny - N°7 : Hôtel Le Bas de Montargis - N°9 : Hôtel de Villemaré - N°11 : Hôtel de Simiane - N°13 : Hôtel de Bourvallais - N°15 : Hôtel de Gramont - N°17 : Hôtel de Crozat - N°19 : Hôtel d'Évreux - N°21 : Hôtel de Fontpertuis - N°23 : Hôtel de Boullongne - N°25 : Hôtel Peyrenc de Moras \| - N°2 : Hôtel Marquet de Bourgade - N°4 : Hôtel Heuzé de Vologer - N°6 : Hôtel Thibert des Martrais - N°8 : Hôtel Delpech de Chaunot - N°10 : Hôtel de Latour-Maubourg - N°12 : Hôtel Baudard de Saint-James - N°14 : Hôtel de La Fare - N°16 : Hôtel Moufle - N°18 : Hôtel Duché des Tournelles - N°20 : Hôtel de Parabère - N°22 : Hôtel de Ségur - N°24 : Hôtel de Boffrand - N°26 : Hôtel de Noce - N°28 : Hôtel Gaillard de la Bouëxière \| |
| - N°1 : Hôtel Batailhe de Francès - N°3 : Hôtel de Coëtlogon - N°5 : Hôtel d'Orsigny - N°7 : Hôtel Le Bas de Montargis - N°9 : Hôtel de Villemaré - N°11 : Hôtel de Simiane - N°13 : Hôtel de Bourvallais - N°15 : Hôtel de Gramont - N°17 : Hôtel de Crozat - N°19 : Hôtel d'Évreux - N°21 : Hôtel de Fontpertuis - N°23 : Hôtel de Boullongne - N°25 : Hôtel Peyrenc de Moras | - N°2 : Hôtel Marquet de Bourgade - N°4 : Hôtel Heuzé de Vologer - N°6 : Hôtel Thibert des Martrais - N°8 : Hôtel Delpech de Chaunot - N°10 : Hôtel de Latour-Maubourg - N°12 : Hôtel Baudard de Saint-James - N°14 : Hôtel de La Fare - N°16 : Hôtel Moufle - N°18 : Hôtel Duché des Tournelles - N°20 : Hôtel de Parabère - N°22 : Hôtel de Ségur - N°24 : Hôtel de Boffrand - N°26 : Hôtel de Noce - N°28 : Hôtel Gaillard de la Bouëxière |

## La colonna di Austerlitz

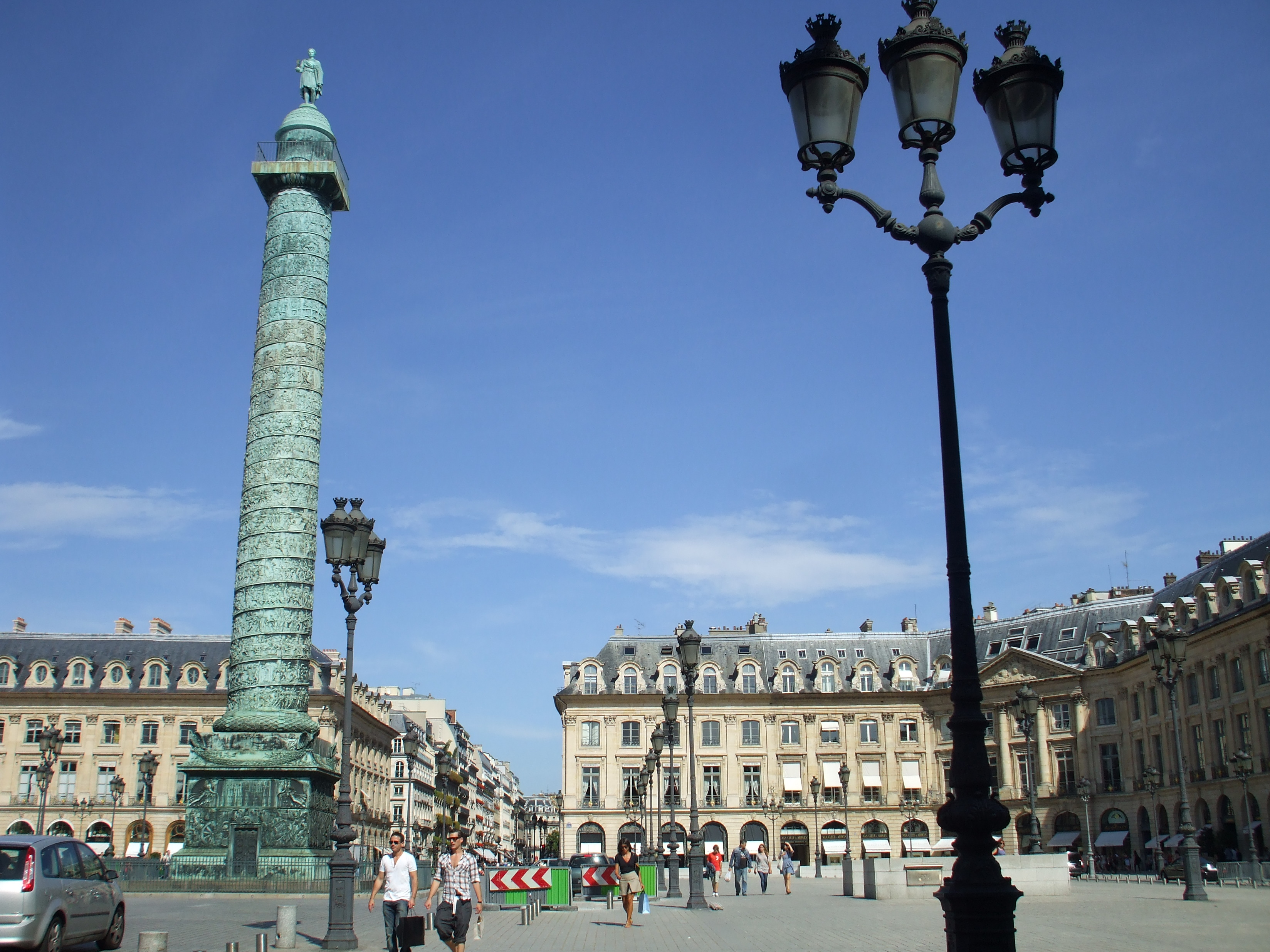
La Colonna Vendôme.

Nel 1806 Napoleone Bonaparte dopo la grande vittoria della battaglia di Austerlitz pensò di fondere il bronzo dei 1200 cannoni catturati agli austriaci e russi (cifra simbolica e sicuramente esagerata a fini di propaganda; gli storici calcolano circa 130 cannoni presi ad Austerlitz) e realizzare una colonna per onorare l'esercito. Venne realizzata una colonna convenzionale, ispirandosi alla colonna Traiana di Roma. La costruzione della colonna iniziò il 25 agosto 1806 e i lavori terminarono nel 1810. Sul bassorilievo furono raffigurate scene comprese nel tempo tra la creazione della "Grande Armée" a Boulogne-sur-Mer il 29 agosto 1805 e la Pace di Presburgo 26 dicembre 1805 firmata dopo Austerlitz. La colonna venne dapprima chiamata "Colonna d'Austerlitz", poi "Colonna delle Vittorie" e in ultimo "Colonna della Grande Armée". Uno dei rilievi fu scolpito dall'italiano Lorenzo Bartolini. Dopo la battaglia di Parigi, nel 1814, soldati dell'esercito russo occupante tentarono di abbattere la colonna senza riuscirci. Riuscirono però a far cadere la statua di Napoleone posta alla sommità. Una statua di Napoleone in abiti da petit caporal (piccolo caporale) realizzata da M. Seurre venne posta nuovamente sulla colonna nel 1831 dopo la abdicazione dell'ultimo re Borbone Carlo X.  Secondo la leggenda Girolamo Bonaparte portò la notizia alla Madame mère Letizia, la vecchia madre di Napoleone ormai gravemente inferma, questa si rianimò e cercò con gli occhi il busto del figlio: «L'imperatore è tornato a Parigi», sussurrò. Ma una nuova variazione venne introdotta da Napoleone III; questi fece sostituire la statua con un'altra realizzata dallo scultore Dumont nella quale Napoleone era rappresentato in abiti imperiali.

La colonna venne fatta cadere su un letto di letame e distrutta dai comunardi nell'aprile 1871 perché considerata un monumento allo sciovinismo. In seguito alla caduta della comune, la colonna venne ricostruita.

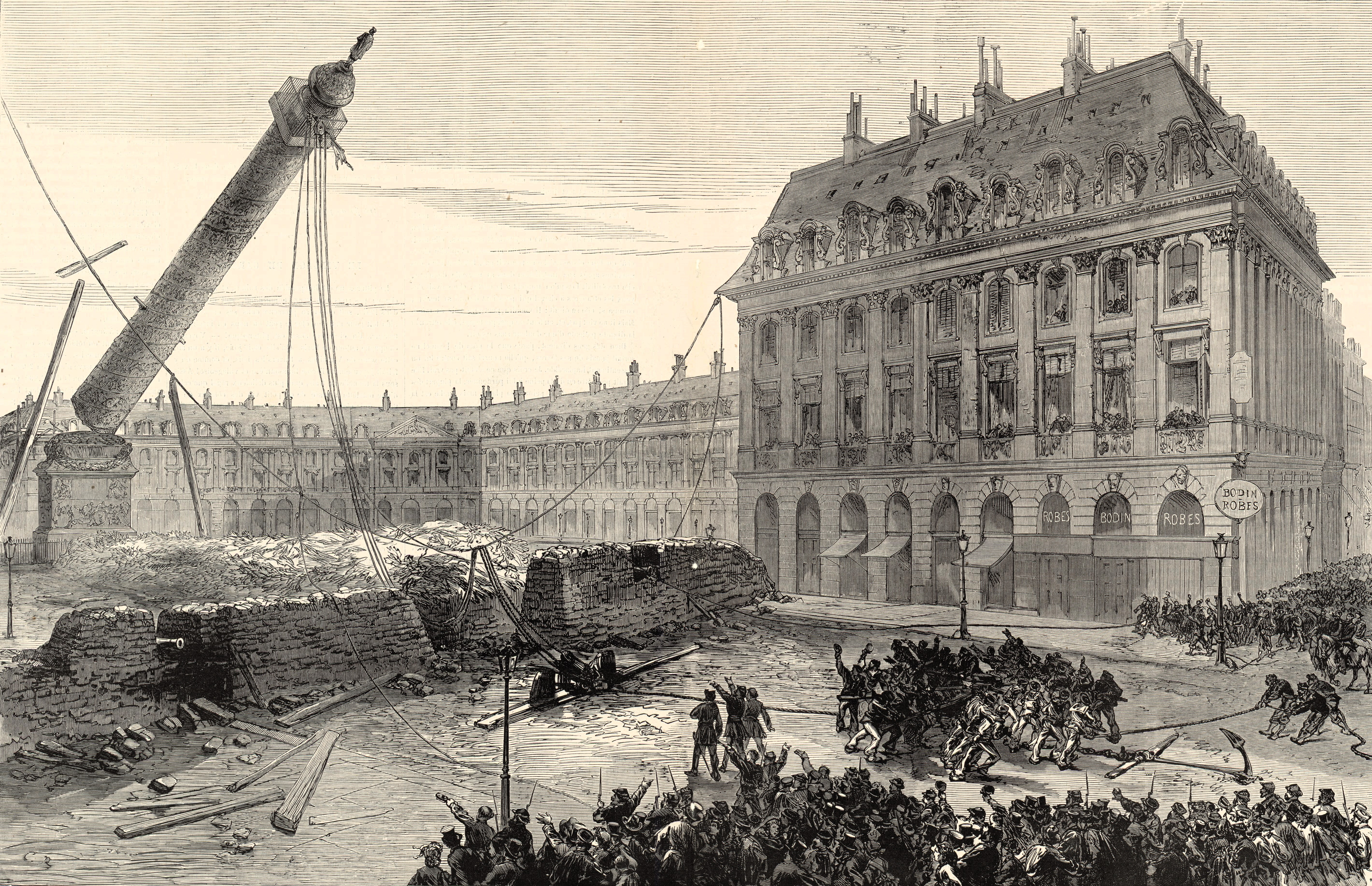
Rovesciata dai Comunardi la colonna Vendôme il 16 aprile 1871.
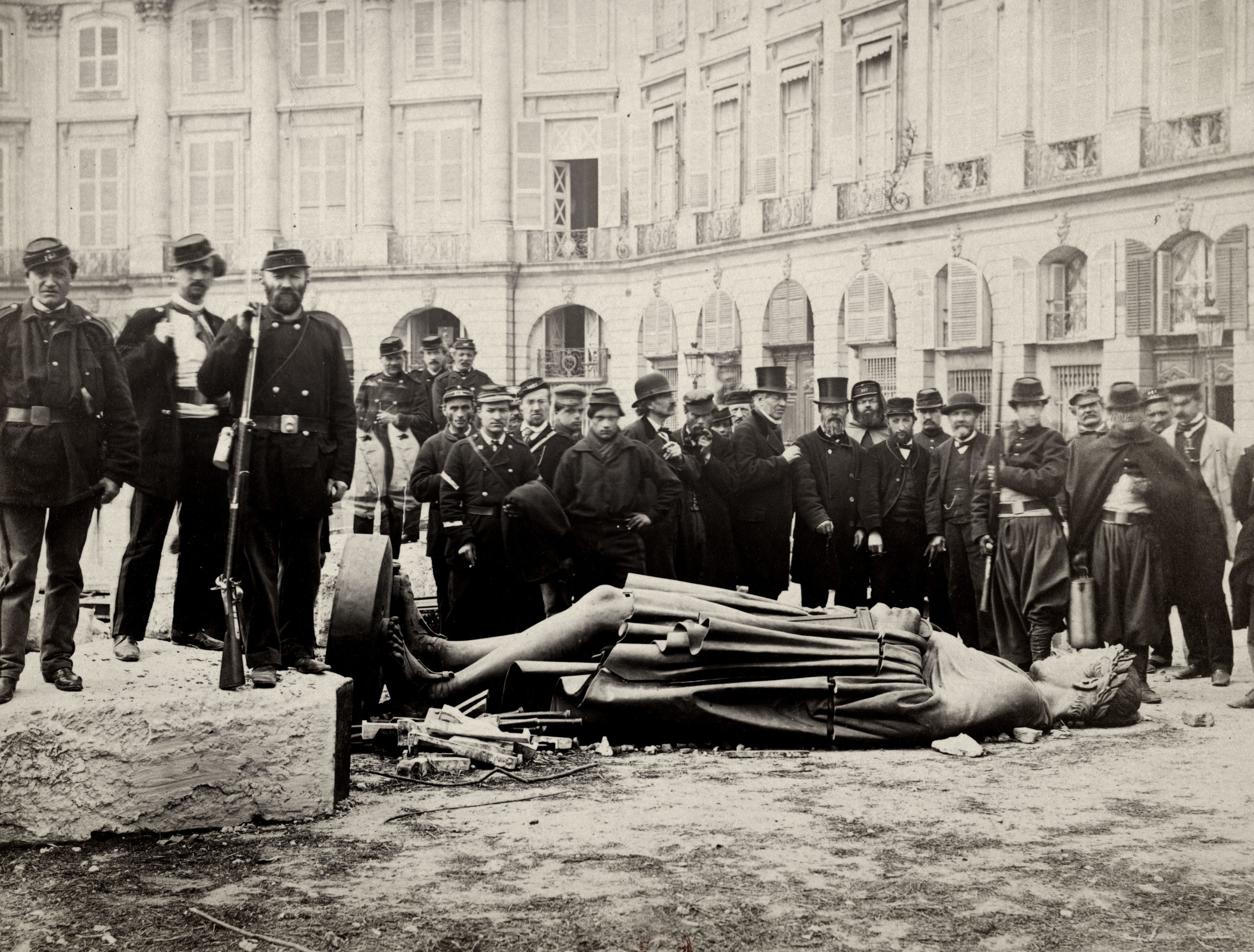
Comunardi in posa vicino alla statua dell'imperatore Napoleone e ai resti della colonna distrutta nel 1871.